# Altenstadt Hulme
Pour les articles homonymes, voir Hulme.
Pas d'image ? Cliquez ici

a Compétitions nationales et continentales officielles uniquement.

Dernière mise à jour le 9 mai 2025.
Altenstadt Hulme, né le 10 octobre 1981 à George, est un joueur de rugby à XV sud-africain évoluant au poste de deuxième ligne et troisième ligne centre. Il joue au sein de l'effectif du FC Grenoble depuis 2010.

## Palmarès

### En club
- Champion de France de Pro D2 en 2012 avec le FC Grenoble